# Хазин, Михаил Григорьевич
Михаи́л Григо́рьевич Ха́зин (род. 23 октября 1932, Пражила, Сорокский уезд, Бессарабия) — русский писатель, журналист, детский поэт и переводчик.

## Биография
Родился в бессарабском селе Пражила (теперь Флорештского района Молдовы) в 1932 году. Учился в начальной еврейской школе. В годы Великой Отечественной войны — с семьёй в эвакуации в уральском городке Орск, учился в средней школе в соседнем поселении Соцгородок. Отец погиб в результате несчастного случая в трудармии там же в 1943 году.
После окончания Великой Отечественной войны семья поселилась в городке Сороки (ныне центр Сорокского района), где будущий литератор в 1950 году окончил русскую среднюю школу имени А. С. Пушкина (учился в одном классе с Рувеном Давидовичем и Александром Маркусом). В 1955 году Хазин окончил филологический факультет Кишинёвского государственного университета и вскоре начал писать стихи для детей. Дебютировал литературоведческими статьями в кишинёвском журнале «Октябрь» в 1955 году.
Член Союза писателей СССР. Был членом редколлегии журнала «Кодры», председателем Пушкинского общества Молдовы. Отдельные очерки опубликовал на идише (журнал «Советиш Геймланд») и молдавском языке (журнал «Нистру»). С 1994 года проживает в Бостоне, редактор «Антифашистского вестника», публикуется в американской русскоязычной прессе, а также на идише в газете «Форвертс».
Михаил Хазин — автор нескольких книг художественной прозы, эссеистики, детской поэзии, в том числе «Мальчик и великий час» (1977), «Вечная отметина» (1982), «Твоей молвой наполнен сей предел…» (1987), «Еврейское счастье» (2007), литературоведческих работ о творчестве А. С. Пушкина и многочисленных переводов из современной молдавской литературы — прозы, поэзии и драматургии. Среди переведённых им молдавских авторов — Ион Друцэ, Владимир Бешлягэ, Ион Константин Чобану, Ливиу Дамиан, Роман Лунгу, Аурелиу Бусуйок (молд.), Борис Влэстару, Думитру Матковски, а также Никита Стэнеску (с румынского), Александр Белоусов, Борис Карлофф (псевдоним поэта и лингвиста Дов-Бер Керлера), Ицик Мангер и Ихил Шрайбман (с идиша), английские поэты XIX—XX столетия. Написал слова к «Оратории памяти Андрея Сахарова» композитора Давида Гершфельда.

## Семья
- Первая жена (до 1965 года) — Любовь Семёновна Верная (1933—2014), филолог, библиотекарь, вторым браком замужем за поэтом Н. Коржавиным[2][3].
  - Дочь — Елена (?—1999).
- Вторая жена — журналистка и литератор Людмила Кантор-Хазина, автор книг рассказов «Записки почти старой девы, или отпуск по горящей путёвке во времена развитого социализма» (2005) и «Признания московской красотки» (2010)[4][5][6].

## Книги
- Клякса (истории для детей). Кишинёв: Картя молдовеняскэ, 1964. — 51 с.
- Буквы, которые растут (рассказы для детей). Иллюстрации Я. А. Авербух. Кишинёв: Картя молдовеняскэ, 1967. — 32 с.
- Brazda nemuririi: Schiţe documentare. Кишинёв: Картя молдовеняскэ, 1967.
- Труженики слова (очерки о писателях). Кишинёв: Картя молдовеняскэ, 1968. — 194 с.
- Искусство роднит народы. L’art rapproche les peuples. Кишинёв, 1968. — 35 с.
- Саженцы (рассказы для детей). Иллюстрации Я. А. Авербух. Кишинёв: Картя молдовеняскэ, 1969. — 108 с.
- Яблоня и горсть земли. Кишинёв: Картя молдовеняскэ, 1974. — 243 с.
- Litere vii: Povestiri. Перевод на молдавский язык Р. Лунгу. Кишинёв: Лумина, 1975.
- Кишинёв. Столица советской Молдавии. Путеводитель на русском, молдавском и английском языках. Кишинёв: Тимпул, 1976. — 111 с.
- Мальчик и великий час (рассказы и очерки). Кишинёв: Картя молдовеняскэ, 1977. — 206 с.
- Октябрь, Днестр, Кодры: избранное. Составители Михаил Хазин и Юрий Греков. Кишинёв: Литература артистикэ, 1978.
- Кишинёв (путеводитель). Москва: Радуга, 1984.
- Твоей молвой наполнен сей предел… (повесть и эссе). Кишинёв: Литература артистикэ, 1979 и 1987. — 340 с.
- Вечная отметина (повесть, рассказы). Кишинёв: Литература артистикэ, 1982. — 287 с.
- Пушкин в Долне (Пушкин ла Долна — Pushkin in Dolna; путеводитель). Кишинёв: Тимпул, 1989. — 115 с.
- Люблю рассвет (стихи для среднего и старшего школьного возраста). Кишинёв: Hyperion, 1990. — 63 с.
- Кармен — сестра Земфиры (новеллы). Кишинёв: Hyperion, 1991. — 303 с.
- Еврейское счастье (записи для друзей). Бостон: Эрмитаж (Hermitage Publishers), 2007.
- На посошок (сборник избранных стихотворений и стихотворных переводов). Бостон: Эрмитаж (Hermitage Publishers), 2008.
- Наш «Форвертс». Редактор-составитель М. Хазин. Нью-Йорк: Либерти, 2013.
- Костюжены и вокруг (рассказы, очерки, воспоминания). Бостон: M-Graphics, 2015.